# State-War-Navy Coordinating Committee
Das State-War-Navy Coordinating Committee (SWNCC, ausgesprochen „swink“) war ein interministerielles Komitee der US-Regierung in der Endphase des Zweiten Weltkriegs und der unmittelbaren Nachkriegszeit. Es bestand aus Vertretern des State Department, des War Department und des Navy Department und spielte eine wichtige Rolle bei der Formulierung der US-Politik gegenüber den besetzten Feindstaaten der Achsenmächte. Nach der Verabschiedung des National Security Act von 1947 in State-Army-Navy-Air Force Coordinating Committee (SANACC) umbenannt, bestand es bis 1949, als seine Aufgaben vom National Security Council übernommen wurden.

## Ursprünge
In der Endphase des Zweiten Weltkriegs gewannen Fragen der zukünftigen Besatzungspolitik in der US-Regierung zunehmend an Bedeutung. Präsident Franklin D. Roosevelt hatte in dieser Frage zuvor weitgehend dem Rat der Joint Chiefs of Staff (JCS) vertraut, die aber mit den außenpolitischen Implikationen nicht hinreichend vertraut und zudem mit den vielfältigen Problemen, die eine Besatzung mit sich bringen würde, überfordert waren. Interministerielle Kontakte verliefen zumeist über eher informelle Treffen zwischen den Ressortchefs oder über untergeordnete Komitees wie das Joint Postwar Committee der JCS, die wenig zur Lösung der dringend anstehenden Frage beitragen konnten.
Noch vor dem Amtsantritt von Edward Stettinius als Außenminister Anfang Dezember 1944 sandte dieser am 29. November Briefe an Kriegsminister Henry L. Stimson und Marineminister James V. Forrestal mit dem Ziel, eine formellere Zusammenarbeit der drei Ministerien zustande zu bringen. Im Dezember 1944 wurde somit das SWNCC ins Leben gerufen. Es bestand aus drei zivilen Assistant Secretaries der beteiligten Ministerien und einem Sekretariat und wurde von regierungsunabhängigen Experten in Arbeitsgruppen beraten. Im Januar 1945 wurden regionale Subkomitees für Europa, den Fernen Osten, Lateinamerika und den Nahen und Mittleren Osten gebildet. Mitte März 1945 wurde für Fragen der Besetzung Deutschlands ein spezielles Informal Policy Committee on Germany (IPCOG) mit Beteiligung von Vertretern des Finanzministeriums und der Foreign Economic Administration gebildet, das bis August 1945 bestand und die frühe Besatzungspolitik gegenüber Deutschland maßgeblich bestimmte.

## Aktivitäten
Die Aktivitäten des SWNCC/SANACC umfassten allgemein die Behandlung politisch-militärischer Fragen, die das außenpolitische und Sicherheitsumfeld der Nachkriegszeit bestimmen würden. Dazu gehörten unter anderem die Kapitulation und die Besatzungspolitik in Japan, die Einteilung der Besatzungszonen in Deutschland und Österreich, Verfolgung von Kriegsverbrechern, Unterstützung für die Verbündeten der Anti-Hitler-Koalition, Sicherung von US-Militärbasen im Ausland, Hilfe für den wirtschaftlichen Wiederaufbau in Europa usw.
Das SWNCC war im Frühjahr 1945 maßgeblich an der Formulierung der ursprünglichen Besatzungsdirektive für die US-amerikanische Zone, JCS 1067, sowie der Nachfolgedirektive von 1947, JCS 1779, beteiligt. Es arbeitete eng mit der Civil Affairs Division im US-Kriegsministerium unter John H. Hilldring zusammen.
Die große Mehrzahl der hunderten vom SWNCC behandelten Fragen wurden im Konsens innerhalb des Komitees oder Subkomitees gelöst. In nur sechs Fällen wurden offene Probleme an das Weiße Haus zur Entscheidung weitergeleitet.

## Wichtige Direktiven (Auswahl)
- SWNCC 150/4: United States Initial Post-Surrender Policy for Japan vom 29. August 1945
- SWNCC 228: Reform of the Japanese Governmental System vom 7. Januar 1946
- SWNCC 269/5: Long-Range Policy Statement for German  Reeducation vom 6. Juni 1946